# صفحه گسترده ام‌ال
 صفحه گسترده ام‌ال یک طرح اکس ام‌ال برای مایکروسافت آفیس Excel 2003 است. 
طرح های مرجع XML آفیس 2003 شامل پیمان مشخصات سرگشاده مایکروسافت ، یک بیانیه قانونی در مورد استفاده نامحدود از مالکیت معنوی مایکروسافت است. 